# فرانك بورتر باترسون
فرانك بورتر باترسون هو سياسي كندي، ولد في 24 ديسمبر 1876 في كندا، وتوفي في 10 فبراير 1938 في فانكوفر في كندا. حزبياً، نشط في Conservative Party of British Columbia ‏.